# سیمی گریوال
سیمی گَریوال (انگلیسی: Simi Garewal؛ زادهٔ ۱۷ اکتبر ۱۹۴۷) بازیگر، کارگردان و مجری تلویزیون اهل هند است.
از فیلم‌ها یا برنامه‌های تلویزیونی که وی در آن نقش داشته است می‌توان به تارزان به هند می‌رود اشاره کرد.
وی همچنین برنده جوایزی همچون جوایز فیلم‌فیر شده است.

## فیلم‌شناسی
فهرست برخی از فیلم‌هایی که سیمی گریوال در آنها به ایفای نقش پرداخته است:
- تارزان به هند می‌رود
- نام من ژوکر است
- گاهی اوقات
- میان‌بر
- نمک حرام
- روز و شب در جنگل
- قرض
- سبک
- قطار سوزان
- ترازو عدالت
- اختلاف
- دنیا شروع به رقص می‌کند
- مهارت دست
- همسر و همسر
- سه خانم
- احساس
- رفته رفته
- رابطه با درد